# Горка (Сурковский сельсовет)
Горка — деревня в Череповецком районе Вологодской области на реке Малый Южок.
Входит в состав Югского сельского поселения (с 1 января 2006 года по 8 апреля 2009 года входила в Сурковское сельское поселение), с точки зрения административно-территориального деления — в Сурковский сельсовет.
Расстояние до районного центра Череповца по автодороге — 28 км, до центра муниципального образования Нового Домозерова по прямой — 7 км. Ближайшие населённые пункты — Новогородово, Долгуша, Козохта.
По переписи 2002 года население — 149 человек (67 мужчин, 82 женщины). Преобладающая национальность — русские (98 %).